# Hledáček

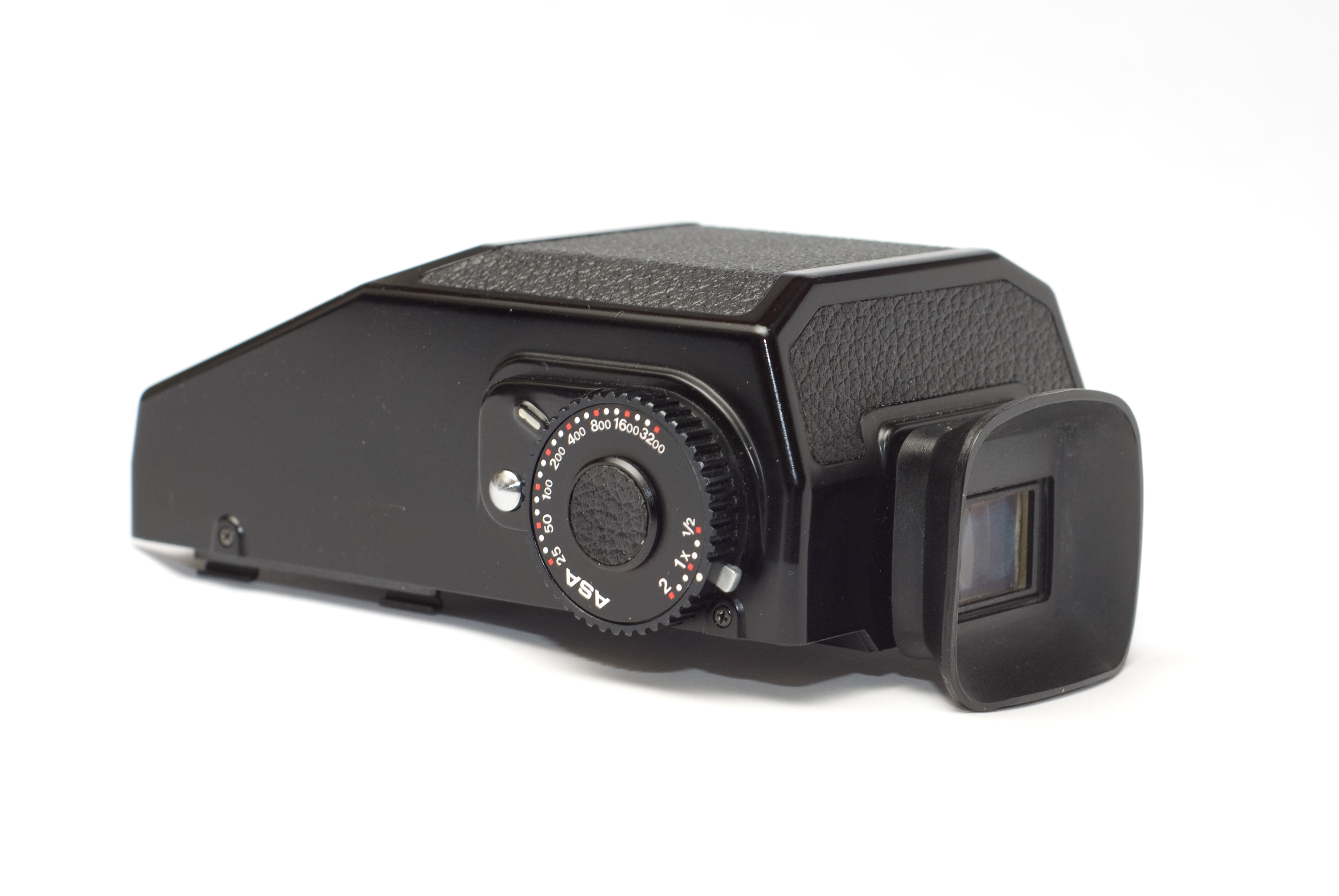
Hledáček pro fotoaparáty Bronica ETR

Boční řez optickou soustavou jednooké zrcadlovky: Světlo (obraz) prochází objektivem (1) a odráží se od zrcadla (2) na matnici (5). Spojná čočka (6) jej koncentruje do pětibokého optického hranolu (7), odkud prochází do hledáčku (8). Při expozici se zrcadlo zvedne a otevře se závěrka (3), skrz niž světlo promítne na senzor (4) stejný obraz jako do hledáčku

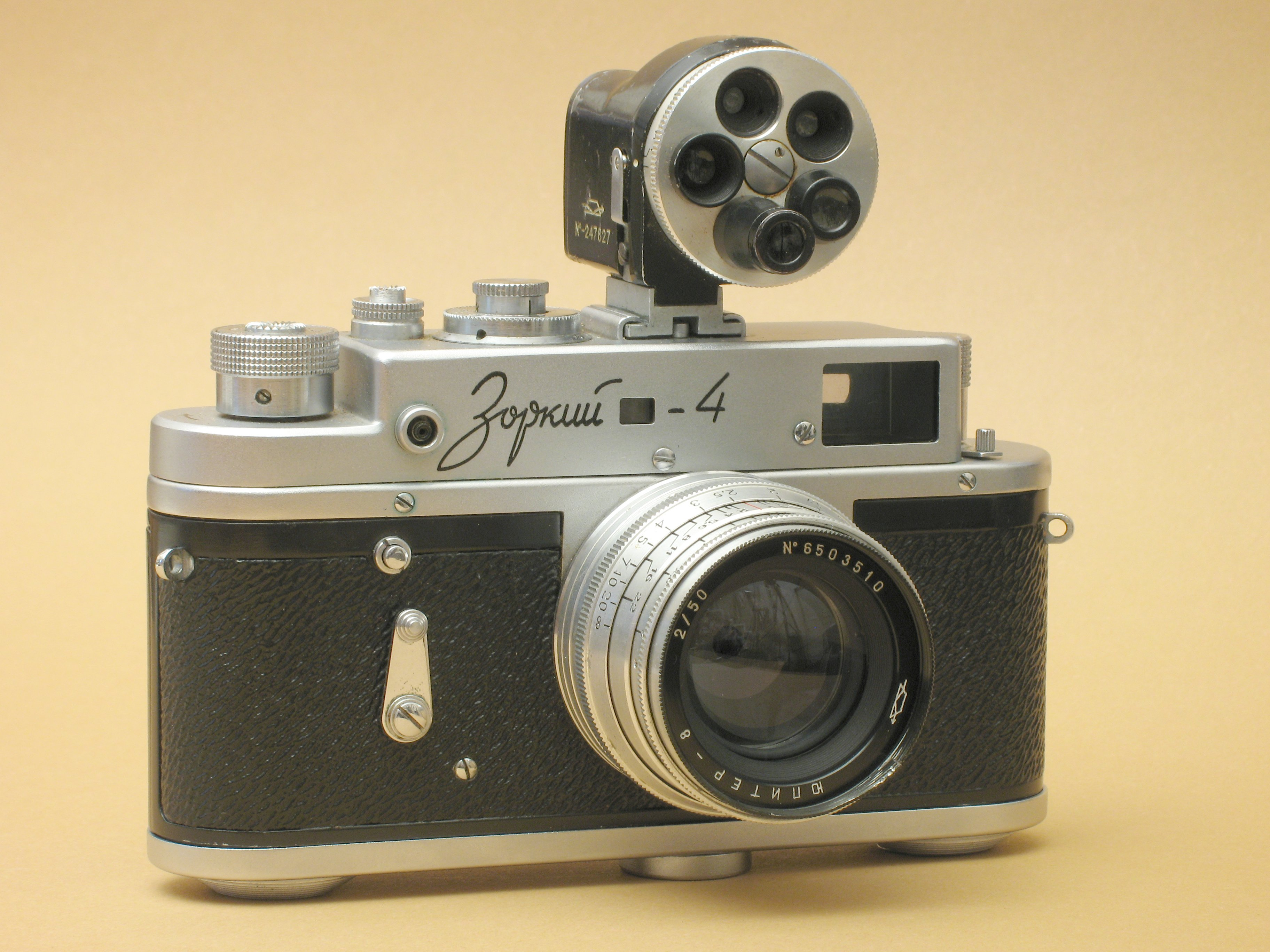
Zorkij-4 s univerzálním hledáčkem

Hledáček je součást fotoaparátu nebo filmové kamery umožňující kontrolu snímané scény.

## Historie
Patent na zrcadlový hledáček si podal 23. srpna 1943 Maďar Jenö Dulovits, řešení bylo realizováno v přístroji jeho konstrukce Duflex.
Hledáček hraje důležitou roli při snižování pohybové neostrosti. Odklon výrobců od používání „kontaktního hledáčku“ (zrcadlovkový, paralaktický, optický) ve prospěch LCD obrazovek digitálních fotoaparátů vedl k většímu rozhýbání aparátu. Hledáčky totiž poskytují další bod opory přístroje s fotografem.

## Typy hledáčků

### Průhledový hledáček
Tento druh hledáčku je používán hlavně u analogových fotoaparátů. Jeho podání není přesné kvůli tzv. paralaktické vadě.

### Elektronický hledáček
Tento typ hledáčku je používán u digitálních kompaktních fotoaparátů. Hledáčkem je malý displej, na kterém se zobrazuje aktuální scéna, a je možno zobrazit i nastavení fotoaparátu.

### TTL hledáček
V tomto typu prochází obraz přímo objektivem fotoaparátu a po stranovém otočení se promítá do hledáčku. Through the lens hledáčků je využíváno hlavně v zrcadlovkách.

### LCD hledáček
Jako hledáček fotoaparátu může sloužit také LCD displej na kterém se scény zobrazují. Většina vyšších modelů fotoaparátů disponuje jak optickým nebo elektronickým hledáčkem, tak LCD displejem. Pouze displej mají většinou stylové a levné digitální fotoaparáty, které mají mít co nejmenší rozměry.

### Úhlový hledáček
Úhlový hledáček umožňuje pohled do hledáčku z jiných úhlů než jen v ose fotoaparátu. Používá se především při fotografování z poloh, kde by pohled do hledáčku byl nepohodlný či nemožný. Má podobu trubky, zalomené do tvaru L. Nasazuje se na hledáček, respektive na jeho přírubu. Uvnitř obsahuje úhlový hledáček zrcadlo a sadu čoček. V současnosti je někdy úhlový hledáček nahrazován elektronickým zařízením (kamera a display), které poskytuje větší flexibilitu, ale menší rozlišení.

### Rámečkový hledáček
Rámečkový hledáček nebo sportovní hledáček se skládá z kovové tyčky vybavené milimetrovou stupnicí, na které je namontovaný malý posuvný rámeček. Na jednom konci je malý disk s otvorem (s hledáčkovým zaměřovačem). Pohled skrze malý otvor a rámeček umožní požadovanou kontrolu snímané scény. Velikost rámečku a vzdálenost otvoru se řídí podle použité ohniskové vzdálenosti a úhlu obrazového pole použitého objektivu. Hodnoty jsou přednastaveny na kovové tyčce.